# Ažurnost
Ažurnost je informacijsko svojstvo koje se reflektira kroz najnovije promjene. Postoje generalna i temporalna ažurnost, od kojih je potonja karakteristika modernog vremena.

## Generalna ažurnost
Generalna ažurnost je karakteristika univerzalne predmetnosti, koja se temelji na induktivnom shvaćanju ažurnosti u informacijskoj teoriji. Primjer generalne ažurnosti je npr. pravovremena i svrsishodna politička odluka u bilateralnom dogovoru dvaju strana.

## Temporalna ažurnost
Temporalna ažurnost je tip ažurnosti koji se temelji samo na vremenskoj dimenziji. Od generalne se ažurnosti razlikuje samo po nedostatku društvenog konteksta. Primjer temporalne ažurnosti je npr. izlazak dnevnih novina svaki dan.